# Meoni
Meoni (llatí: Maeonius) va ser el cosí (o, segons, Zonaràs el nebot) del rei Odenat de Palmira, al qual va matar en una disputa durant una cacera l'any 266, sembla que amb el consentiment de Zenòbia, esposa d'Odenat, que estava amoïnada perquè el seu marit preferia com a successor a Herodes, fill d'un altre matrimoni, en lloc dels fills de Zenòbia.
Trebel·li Pol·lió esmenta aquests dos fills amb els noms romans d'Herennià i Timolau, en la seva descripció dels Trenta Tirans inclosa a la Historia Augusta. Meoni apareix també en una moneda amb la inscripció IMP. C. MAEONIUS que figura a la col·lecció Pembroke. Segons diu Pol·lió va ser assassinat molt poc després per ordre de Zenòbia (266 o 267).